# Koto Mudik
Koto Mudik is een bestuurslaag in het regentschap Kerinci van de provincie Jambi, Indonesië. Koto Mudik telt 922 inwoners (volkstelling 2010).